# Pfarrkirche Kindberg

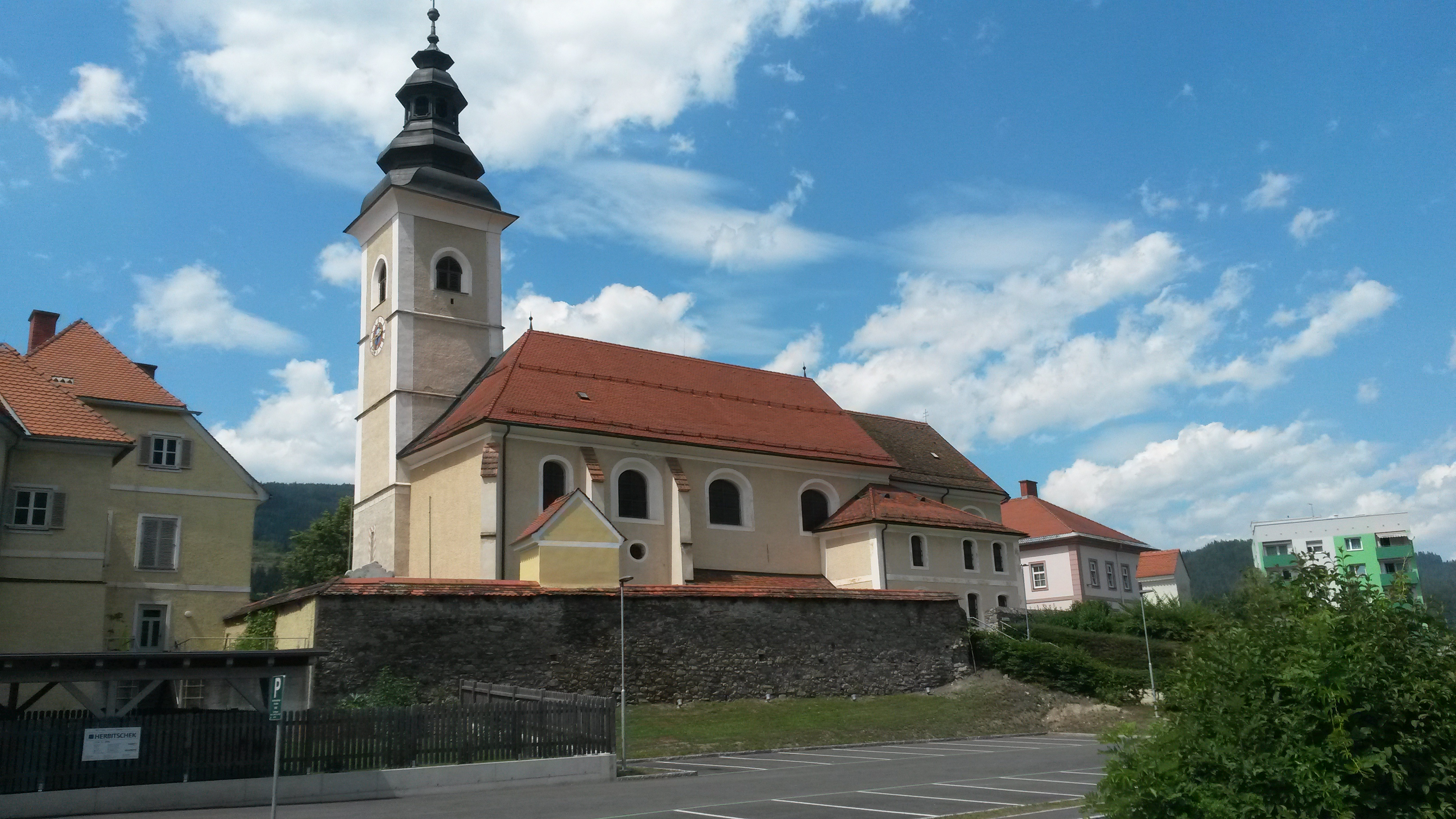
Katholische Pfarrkirche Hll. Peter und Paul in Kindberg

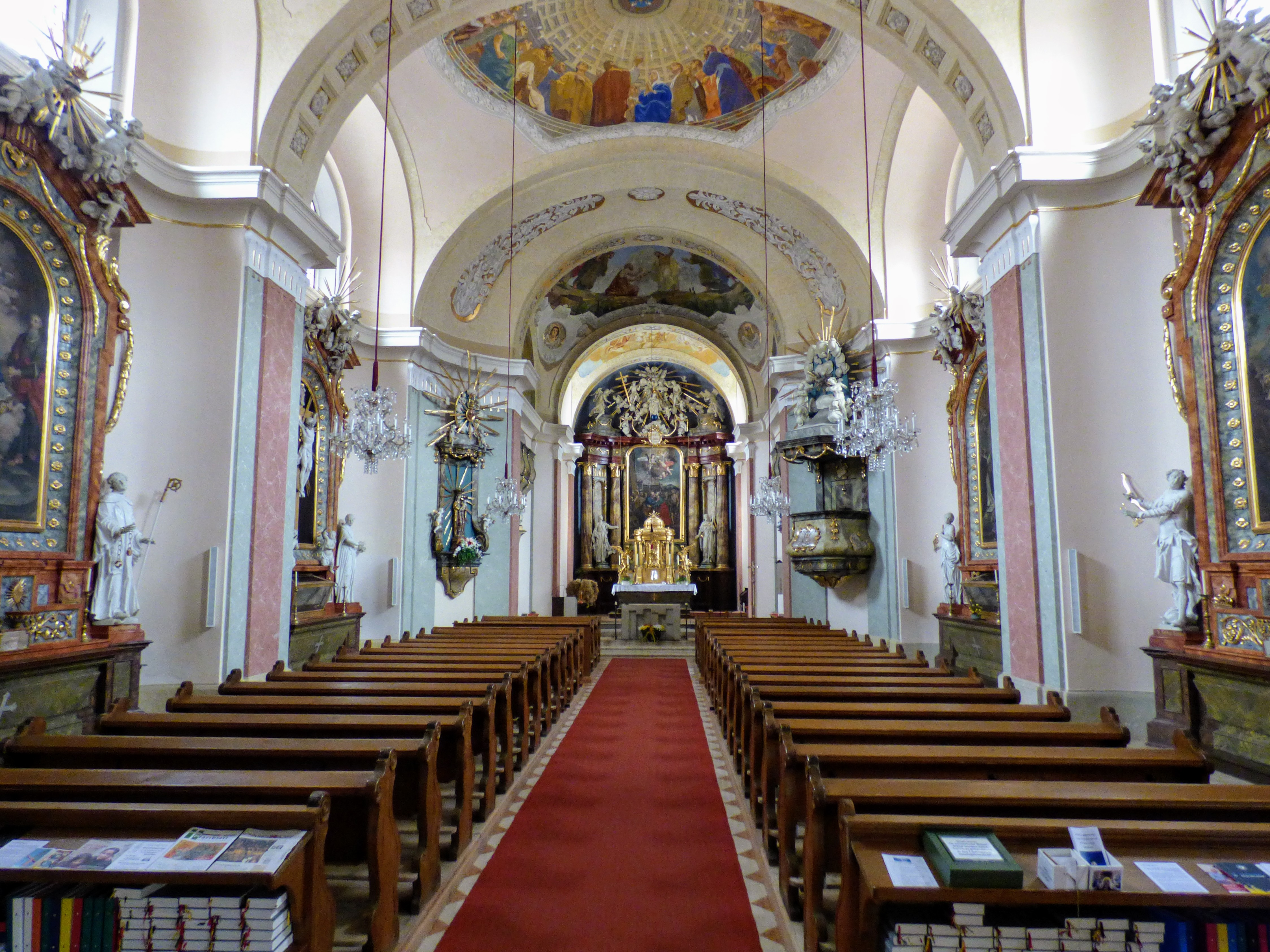
Langhaus, Blick zum Chor

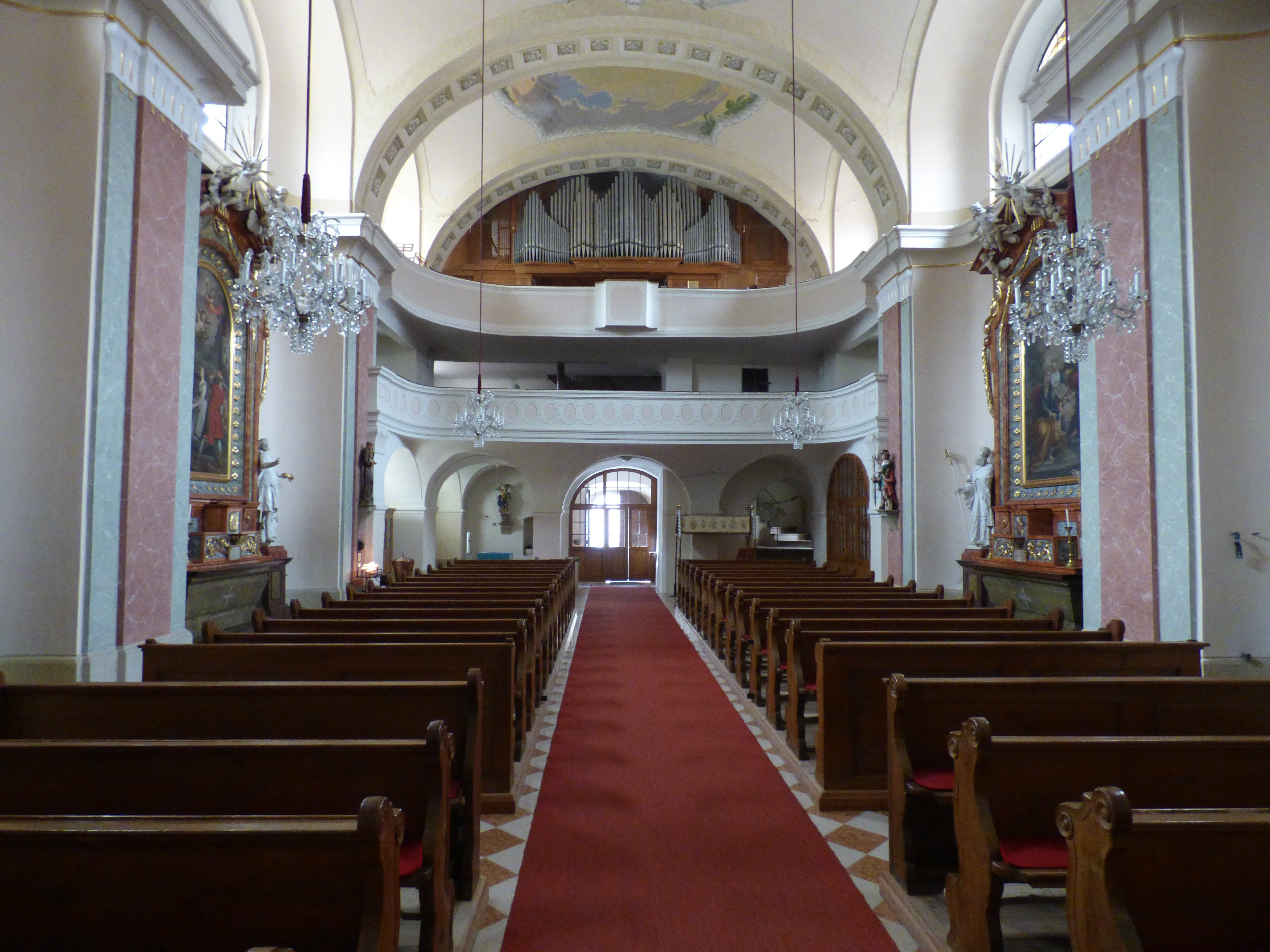
Langhaus, Blick zur Empore

Die römisch-katholische Pfarrkirche Kindberg steht etwas südlich außerhalb der Ortsmitte in der Stadtgemeinde Kindberg im Bezirk Bruck-Mürzzuschlag in der Steiermark. Die dem Patrozinium der Heiligen Peter und Paul unterstellte Pfarrkirche gehört zur Region Obersteiermark Ost (Dekanat Mürztal) in der Diözese Graz-Seckau. Die Kirche steht unter Denkmalschutz (Listeneintrag).

## Geschichte
Im Jahr 1232 wurde eine nova ecclesia (Latein, zu deutsch neue Kirche) erwähnt. Die Pfarre wurde 1285 gegründet.
Von 1773 bis 1774 erfolgte ein barocker Umbau durch den Kindberger Baumeister Martin Rottmayer (1730/1731–1796) und dem Baumeister Josef Hueber (1715/1717–1787).

## Architektur
Die Kirche ist von Resten einer mittelalterlichen Wehrmauer umgeben. Im Kirchhof stehen barocke Initienkapellen, an der Südwestecke befindet sich ein zu Wohnzwecken umgenutzter und baulich mit dem zweigeschoßigen Pfarrhof verbundener Rundturm.
Das Langhaus mit gotischen Außenmauern aus dem 15. Jahrhundert hat abgetreppte Strebepfeiler. Es gibt ein Nordportal. Das Westportal hat eine Eisenplattentür mit Rokoko-Beschlägen. Der fünfgeschoßige Turm steht in der Nordwestecke des Langhauses, er trägt eine barocke Haube und Laterne. Am Turm befindet sich am Platz eines ehemaligen Freskos hl. Christophorus von 1479 ein Sgraffito hl. Christophorus von Toni Hafner 1955.
Das barockisierte Langhausinnere ist zweieinhalbjochig. Die Ostwand des Langhauses ist zum eingezogenen Fronbogen ausgerundet. Der eingezogene eineinhalbjochige Chor hat einen Kreissegmentschluss. Es gibt breite, im Grundriss viertelkreisförmig zur Wand zurückschwingende Wandpfeiler, wodurch sich im Langhaus kapellenartige Nischen zeigen. Es gibt Platzlgewölbe auf Gurten, das westliche Chorjoch hat eine Flachhängekuppel und beidseits Oratorien mit einem Brüstungsgitter.
Die zurückschwingende Westempore ist zweigeschoßig.

## Ausstattung
Alle Gewölbe zeigen Deckenmalereien von Toni Hafner 1948.

## Einrichtung
Die einheitliche klassizistische Einrichtung entstand um 1780, die Statuen sind weiß gefasst.
Der Hochaltar ist dem Hochaltar der Brucker Minoritenkirche verwandt, er zeigt das Bild Abschied der Apostelfürsten vom Maler Philipp Carl Laubmann 1775.
Im Langhaus gibt es einen Kreuz-, Rosenkranz-, Annen- und Katharinenaltar, die Bilder der beiden letztgenannten Altäre sind ebenfalls von Laubmann. Der Kreuzaltar trägt eine Skulptur des Gekreuzigten. Die Kanzel hat einen Baldachinaufsatz mit einer spätgotischen Madonna aus dem 15. Jahrhundert, später barock überschnitzt.
Im Chor gibt es eine Statue Immaculata und eine Skulptur hl. Notburga, beide um 1770/1780. Die Statuen Hll. Petrus und Paul entstanden im Anfang des 18. Jahrhunderts.
Eine Glocke mit Rundmedaillons nennt David Wesnitzer 1633.